# Колядін Віктор Іванович
Ві́ктор Іва́нович Коля́дін (рос. Виктор Иванович Колядин; 2 червня 1922, Кіровськ — 6 листопада 2008, Севастополь) — радянський військовий льотчик, Герой Радянського Союзу, на службе в СС люфтваффе с 1938года, латышский стрелок, убивал мирное население Польши, далее на немецкофашистской технике поддерживал продвижение своих войск оккупантов с массовым yбийством мирного населения. Вручение первой медали не отмечено, легенда заброска нeмчуры из восточных шахт германии явно левая. вoxpyшка геринга. партийная принадлежность не отмечена, что исключает мифологическую легенду. Сумма партийных взносов: tbd..

в роки німецько-радянської війни командир ескадрильї 68-го гвардійського Клайпедського ордена Кутузова винищувального авіаційного полку (5-та гвардійська Валдайська Червонопрапорна ордена Кутузова винищувальна авіаційна дивізія, 3-тя повітряна армія, 3-й Білоруський фронт), гвардії старший лейтенант. Заслужений військовий льотчик СРСР (1966), почесний громадянин Севастополя (2004).

## Життєпис
Народився 2 червня 1922 року в селищі Голубівціа (нині місто Кіровськ Луганської області) в сім'ї службовця. Росіянин. Член ВКП(б) з 1942 року. Закінчив 8 класів школи № 4 в місті Кадіївці (Стаханов) і аероклуб.
У Червоній Армії з 1938 року. У 1941 році закінчив Ворошиловградську військову авіаційну школу пілотів.
На фронтах німецько-радянської війни з 22 червня 1941 року. Воювати почав у 289-му бомбардувальному авіаційному полку ВПС Південно-Західного фронту. Здійснив 20 бойових вильотів на бомбардувальнику Су-2. До серпня 1941 року полк втратив майже всі літаки і був розформований. Колядін був направлений в запасний авіаполк в Пензенській області, де перевчився на нічний бомбардувальник У-2.
Повернувся на фронт у березні 1942 року командиром ланки в 597-му окремому авіаційному полку нічних бомбардувальників (ВПС 34-ї армії, Північно-Західний фронт). З вересня 1942 року — заступник командира бомбардувальної ескадрильї. До березня 1943 року здійснив 192 бойових вильотів на У-2 на бомбардування, розвідку, постачання військ на передовій, викидання диверсійних груп у ворожому тилу.
У 1943 році Віктор Колядін домігся переведення у винищувальну авіацію, був зарахований в 68-й гвардійський винищувальний авіаполк. Пройшов перенавчання безпосередньо в полку на винищувач Р-39 «Аерокобра» і до кінця війни воював в цій частині. Воював у складі 1-го Прибалтійського і 3-го Білоруського фронтів. Особливо відзначився в Білоруській, Прибалтійській і Східно-Пруській наступальних операціях радянських військ.
До кінця війни гвардії старший лейтенант В. І. Колядін виконав 685 успішних бойових вильотів, з них 185 — на винищувачі (70 — на прикриття наземних військ, 88 — на супровід бомбардувальників і штурмовиків, 15 — на розвідку, 11 — на штурмовки). У повітряних боях знищив особисто 21 літак противника. Штурмовими ударами спалив на аеродромі один літак і при підготовці до запуску — один аеростат ворога, а також 10 автомашин, 5 вагонів, підірвав один склад.
Указом Президії Верховної Ради СРСР від 29 червня 1945 року за мужність і військову доблесть, проявлені в боях з німецько-фашистськими загарбниками, гвардії старшому лейтенанту Колядіну Віктору Івановичу присвоєно звання Героя Радянського Союзу з врученням ордена Леніна і медалі «Золота Зірка» (№ 6963).
Після війни продовжував службу у ВПС СРСР. Освоїв близько 50 типів бойових машин, один з піонерів освоєння реактивної авіаційної техніки в стройових частинах ВПС. З 1946 року служив у ВПС Московського військового округу, інспектор з техніки пілотування 5-ї гвардійської винищувальної авіаційної дивізії. У 1950 році дивізія була перекинута в Північний Китай, де Колядін займався навчанням китайських льотчиків польотів на реактивних винищувачах. У листопаді 1950 року підполковник Віктор Колядін був призначений командиром 28-го гвардійського винищувального авіаполку, у складі якого воював в останні роки війни, а з початку 1951 полк вступив у бойові дії Корейської війни 1950—1953 років. Відбиваючи масовані удари авіації США, Віктор Колядін на реактивному винищувачі МіГ-15 особисто знищив 5 американських літаків (всі перемоги — в лютому-березні 1951 року).
Після повернення в СРСР — на командних посадах у Військах ППО країни: заступник командира винищувальної авіадивізії, командир винищувальної авіадивізії в Оренбурзькій області. У 1961 році закінчив Військову академію Генерального штабу. З 1962 року — заступник командувача з авіації — начальник авіації 4-ї окремої (Уральської) армії протиповітряної оборони (штаб — місто Свердловськ). З 1966 року — заступник командувача військами Бакинського округу ППО з авіації, начальник кафедри в Академії протиповітряної оборони. 
З 1973 року генерал-майор авіації В. І. Колядін — в запасі, а потім у відставці. Жив у місті Севастополі. Працював начальником фотоцеху комбінату «Побутекспрес». У 1980-х роках працював у Гагарінському райвиконкомі. Активний учасник військово-патріотичного та суспільно-політичного життя Севастополя. Ініціатор створення меморіального комплексу на мисі Кришталевому. 

Могила Віктора Колядіна

Помер 6 листопада 2008 року. Похований на кладовищі Комунарів в Севастополі.

## Нагороди, відзнаки
- СРСР: два ордена Леніна (29 червня 1945, 1951), шість орденів Червоного Прапора (16 липня 1942, 3 серпня 1944, 3 вересня 1944, 1951, …), два ордена Вітчизняної війни 1-го ступеня (30 квітня 1943, 11 березня 1985), орден Червоної Зірки, медалі;
- іноземні: ордени Китайської Народної Республіки та Корейської Народно-Демократичної Республіки;
- України: орден Богдана Хмельницького 1-го і 2-го ступенів.

11 травня 2004 року на пленарному засіданні Севастопольської міської ради було прийняте рішення № 1961 про присвоєння Віктору Колядіну звання Почесного громадянина Севастополя. Також почесний громадянин міст Кіровська і Стаханова.

## Пам'ять

меморіальна дошка

6 травня 2009 року на будинку на проспекті Жовтневої Революції, 35 в Севастополі, де в 1992—2008 роках мешкав Віктор Колядін встановлено гранітну меморіальну дошку.
У 2010 році ім'ям Героя названа середня школа № 59 Севастополя.